# Те, що треба (альбом)
Те, що треба — перший студійний альбом українського гурту «СКАЙ», випущений у 2006 році лейблом Lavina music.

## Про альбом
Саунд-продюсером альбому став Артур Данієлян.
Це дебютний альбом гурту. Незабаром після виходу альбому вийшло відео на одну з головних піснень альбому «Те, що треба», лірично-драматичну композицію.

## Трек-лист
1. Виходьте з хати (4:25)
2. Тебе це може вбити (4:43)
3. Ремікс (2:41)
4. Дике почуття (4:15)
5. Комплекс (6:01)
6. Лист додому (5:18)
7. Дивно (3:08)
8. 37 пісень (4:12)
9. Зникаю (3:43)
10. Вечері нема (3:43)
11. Небо в твоїх очах (3:59)
12. Те, що треба (3:34)

## Рецензії
- Music.com.ua  link